# Lonato del Garda

Lage der Gemeinde Lonato del Garda in der Provinz Brescia

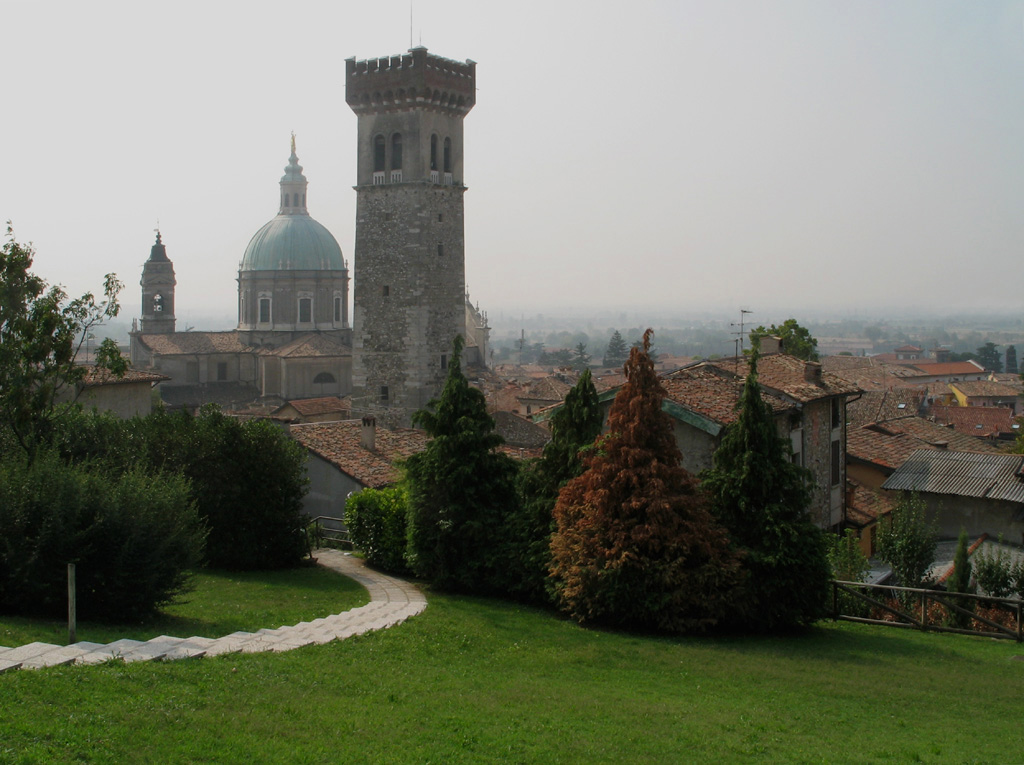
Blick über die Altstadt mit Basilika und Torre Maestra

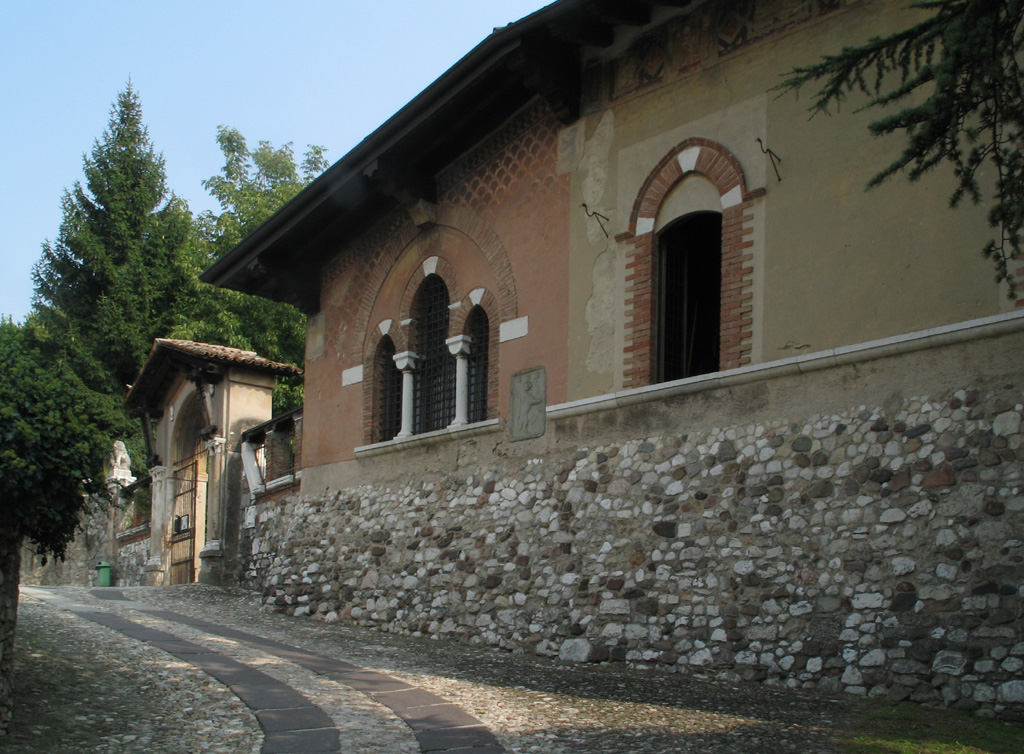
Casa del Podestà

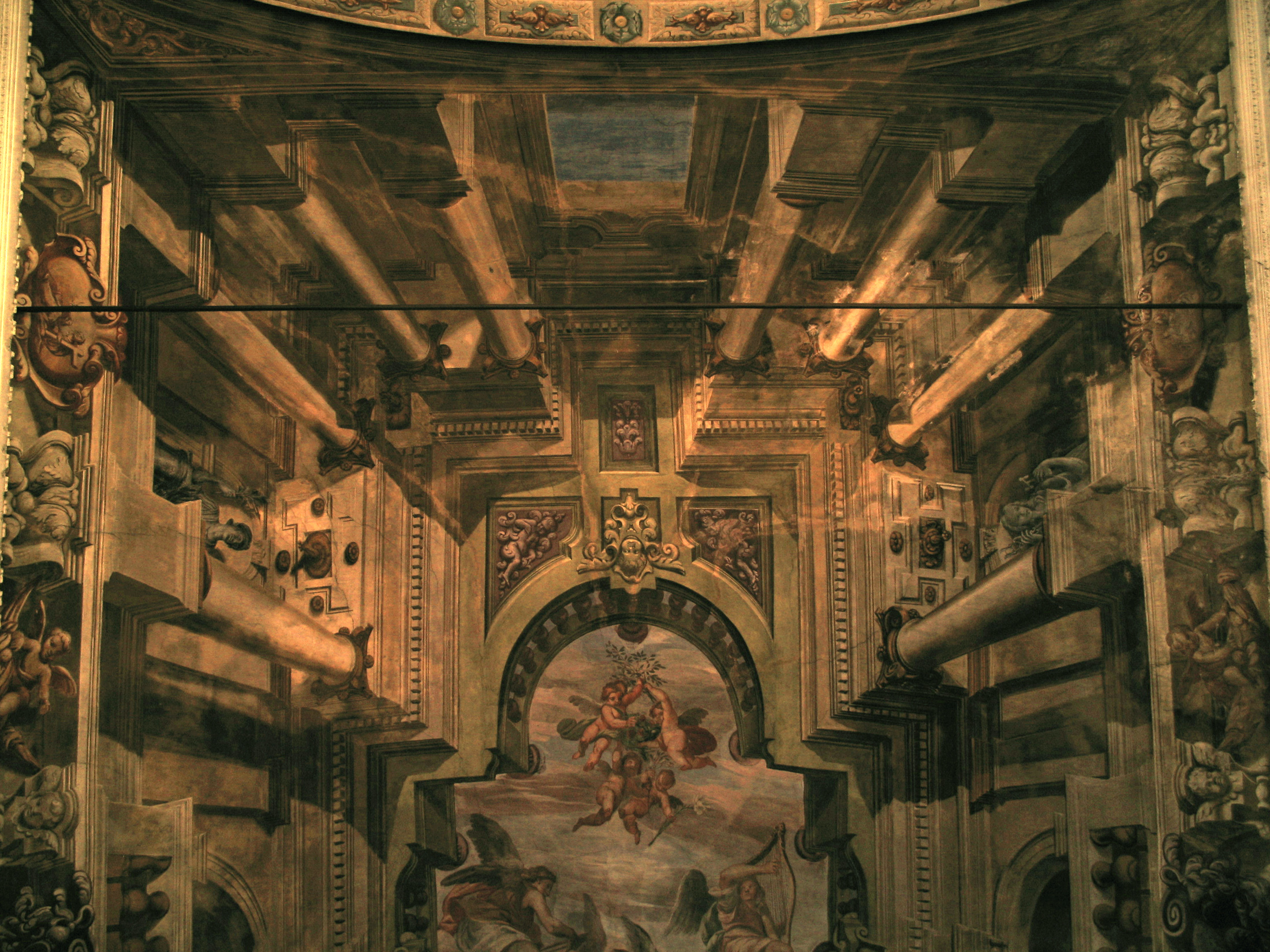
Kirche Santa Maria del Corlo, Gewölbe mit Scheinarchitekturen

Lonato del Garda (bis 30. Juni 2007: Lonato) ist eine Stadt am Gardasee mit 16.974 Einwohnern (Stand 31. Dezember 2023) in der Provinz Brescia in der italienischen Region Lombardei.

## Geschichte
Der aus einer Endmoräne eines Seitenasts des eiszeitlichen Etschgletschers hervorgegangene Festungshügel bestimmt aus Richtung Desenzano gesehen das Stadtbild. Bereits im Jahre 909 wurde die Existenz einer Burg an diesem strategisch wichtigen Ort im Grenzland zwischen Verona und Brescia erwähnt. Jahrhundertelang stritten sich Scaliger und Visconti, Venezianer und Mailänder, um Stadt und Burg. Unter der Herrschaft der Visconti von Mailand wurden Verteidigungswälle errichtet, die Burganlage erreichte das heutige Ausmaß. Venezianische Feldherren sahen diese als das Vorbild einer Festung an. Die Anlage verlor erst im 19. Jahrhundert ihre Bedeutung und wurde teilweise abgerissen.
Lonato war durch den Sieg der Liga von Cambrai an Mantua gefallen. In dieser Zeit (1509) besuchte Isabella d’Este Gonzaga, deren Hof damals Mittelpunkt des gesellschaftlichen Lebens in Italien war, die Stadt. Ihre viel zitierten Briefe liefern ein Bild dieser Reise, bei der sie mit ihrem Gefolge für die Politik des Stadtstaates Mantua werben sollte. Lonato gehörte jedoch schon wenige Jahre später (1516) wieder zu Venedig und bis 1798 stand der Markuslöwe auf einer Säule vor dem Palazzo Municipale.
Zwischen 1870 und 1875 wurden in einer Torfgrube im Moorgebiet Polada die Reste einer Pfahlbautensiedlung aus der frühen und mittleren Bronzezeit freigelegt. Die dort gefundenen Artefakte werden einer eigenständigen archäologischen Kultur zugeordnet und nach dem eponymen Fundort als Polada-Kultur bezeichnet. Zu Letzterer gehören auch die Überreste der Pfahlbautensiedlung von Lavagnone, die an der Gemeindegrenze zu Desenzano del Garda liegt und einige Jahre später entdeckt wurde.

## Sehenswürdigkeiten
Unterhalb des 55 m hohen, die Stadt überragenden Turmes Maestra von 1555 befindet sich die Piazza Matteotti, ein kleiner Marktplatz, von dem aus ein Durchgang zur Piazza Centrale, dem zweiten, größeren Platz führt. Er wird im Westen vom Palazzo Municipale begrenzt, vor dessen offener Säulenhalle immer noch der besagte Markuslöwe an seinem Platz auf einer hohen Säule steht.

### Rathaus
Der Palazzo Municipale wurde 1769 erbaut und 1938 restauriert. Im Ratssaal hängt das Monumentalgemälde „Die Pest“, das Andrea Celesti 1693 malte und das an das Ende der Pest von 1630 erinnert. An Werktagen ist es vormittags öffentlich zugänglich.

### Basilika von Lonato
Gegenüber dem Rathaus befindet sich inmitten eng stehender Altstadthäuser die überhöhte Fassade und die Kuppel der Basilika San Giovanni Battista. Die Barockkirche wurde in der Zeit von 1738 bis 1780 errichtet und ist Johannes dem Täufer gewidmet. Formal lehnt sich das Kirchenbauwerk eng an den Dom im ebenfalls venezianischen Brescia an, ist jedoch ein wenig kleiner.

### Casa del Podestà
Der Weg zur Ruine der Feste führt am Torre Maestra und an der mittelalterlichen Casa del Podestà, dem ehemaligen Haus des venezianischen Stadtverwalters, vorbei. Das völlig heruntergekommene Gebäude wurde 1906 von dem Rechtsanwalt, Politiker und Bürger Lonatos, Senator Ugo da Como erworben. Er richtete sich hier sein Wohn- und Studierhaus ein, in dem er sich mit Zeugnissen oberitalienischer Geschichte und Kunst umgab. Heute sind Casa und Burg im Besitz der Stiftung Ugo da Como.
1920 ließ der Hausherr gegenüber der Casa ein ganzes Haus als Bibliothek für seine kostbare Sammlung errichten. Sie umfasst über 50.000 historische Bücher, Inkunabeln (eine der wertvollsten Sammlungen Italiens) und Handschriften, darunter illustrierte Bibeln und seltene Ausgaben juristischer Codices. Im Museum der Stiftung (d. h. im Haus des Podestà) sind Fresken des Floriano Ferramola, Gemälde, antike Möbel, Porzellane, Zinn- und Kupfergegenstände sowie Zeichnungen zu sehen, darunter einige von Giovanni Battista Tiepolo und Appiani.

### Festung
Die Burgbefestigung von Lonato beeindruckte selbst Napoleon. Heutzutage besteht die Ruine auf dem Festungshügel vornehmlich aus weitverzweigten Mauerwerksresten und einigen Grundmauern im Inneren. Der unregelmäßige, einem Dreieck ähnelnde Grundriss ist durchschnittlich etwa 45 m breit und fast 180 m lang. Die Anlage besteht aus zwei, in unterschiedlicher Höhenlage gebauten Körpern, der sogenannten „Rocchetta“ und dem etwas tieferen Teil, der als Hauptquartier bezeichnet wird.

### Kirche Santa Maria del Corlo
Die Kirche Santa Maria del Corlo am nördlichen Stadtrand wurde um 1500 wieder aufgebaut und enthält noch Reste des Vorgängerbaus. So finden sich zu beiden Seiten des Eingangsportals gotische Fresken aus der Zeit um 1300. Der Rest des Kirchenraums wird von Brescianer Renaissance des 16. Jahrhunderts geprägt. Vor allem das Gewölbe ist mit biblischen Szenen in eindrucksvollen Scheinarchitekturen geschmückt. Auf dem Altar steht ein Gemälde von Alessandro Moretto, das um 1500 entstanden ist.

### Kirche San Zeno
Ebenfalls am nördlichen Stadtrand liegt auf einem Hügel die romanische Kirche San Zeno. Auf diesem Hügel stand die erste, im Jahr 909 in einer Urkunde erwähnte Burg des Ortes. Sie bildete den Mittelpunkt des damaligen Stadtkerns, der jedoch um 1200 verlassen wurde. Übrig blieb die um 1150 erbaute ehemalige Pfarrkirche, ein romanisches Bauwerk mit einer aus großen Sandsteinquadern bestehenden Apsis.

### Klöster
In Lonato gibt es ein katholisches und ein orthodoxes Kloster.

## Wirtschaft
Lonato del Garda ist Hauptsitz der Feralpi Group, die am Ort ein Stahlwerk betreibt (Feralpi Siderurgica) und weitere Stahl-Produktionsstandorte (Deutschland, Tschechien, Ungarn) sowie Handels- und Logistiktochtergesellschaften in Europa hat. In Deutschland gehören die ESF Elbe-Stahlwerke Feralpi in Riesa/Sachsen zur Gruppe.

## Bildergalerie

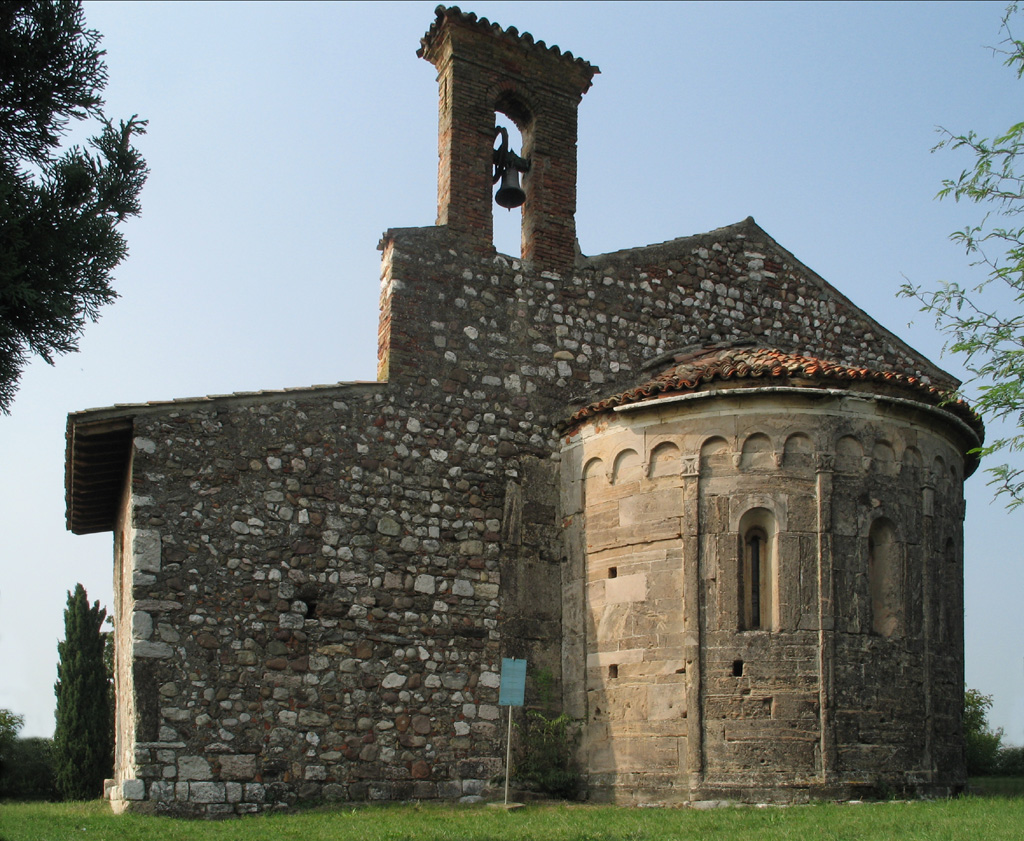
Romanische Kirche San Zeno
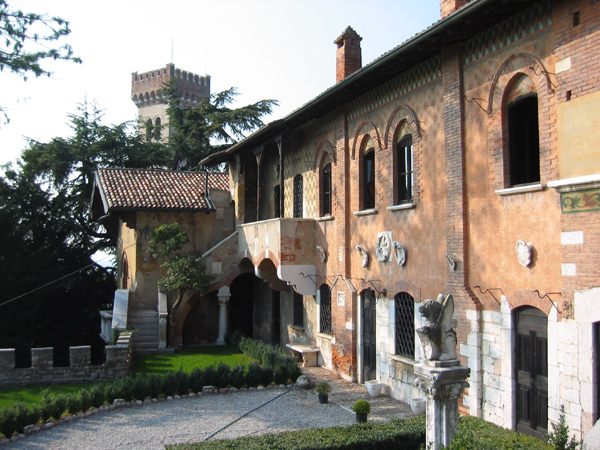
Casa del Podestà
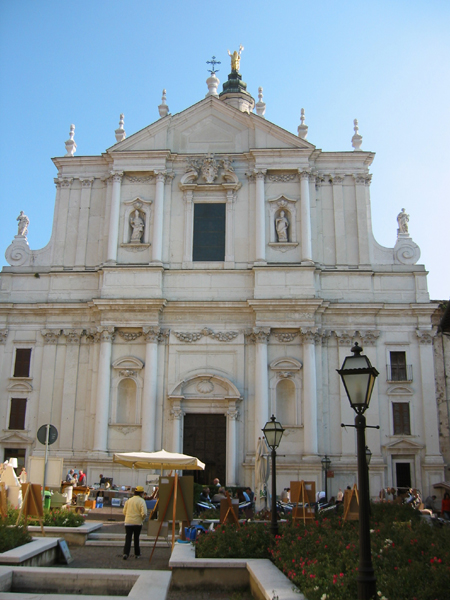
Basilika
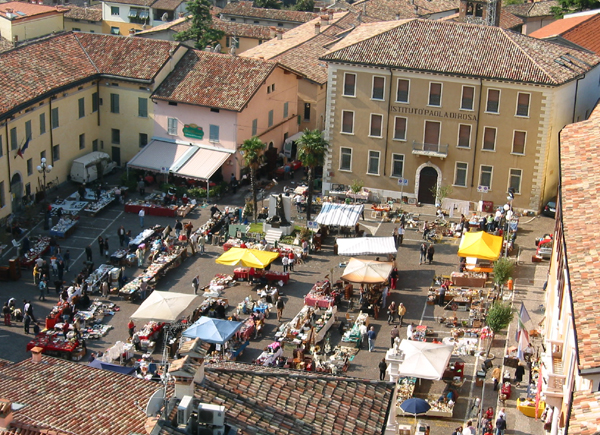
Marktplatz